# Пайн-Гіллс (Каліфорнія)
Пайн-Гіллс (англ. Pine Hills) — переписна місцевість (CDP) в США, в окрузі Гумбольдт штату Каліфорнія. Населення — 3186 осіб (2020).

## Географія
Пайн-Гіллс розташований за координатами 40°43′59″ пн. ш. 124°9′41″ зх. д. / 40.73306° пн. ш. 124.16139° зх. д. (40.732950, -124.161326).  За даними Бюро перепису населення США в 2010 році переписна місцевість мала площу 26,31 км², з яких 26,21 км² — суходіл та 0,11 км² — водойми.

## Демографія
Згідно з переписом 2010 року, у переписній місцевості мешкала 3131 особа в 1261 домогосподарстві у складі 865 родин. Густота населення становила 119 осіб/км².  Було 1327 помешкань (50/км²).
Расовий склад населення:
| - 84,6 % — білих - 3,7 % — азіатів - 2,7 % — корінних американців - 0,7 % — чорних або афроамериканців - 0,1 % — вихідців з тихоокеанських островів - 2,3 % — осіб інших рас |

До двох чи більше рас належало 5,8 %. Частка іспаномовних становила 7,0 % від усіх жителів.
За віковим діапазоном населення розподілялося таким чином: 20,6 % — особи молодші 18 років, 62,3 % — особи у віці 18—64 років, 17,1 % — особи у віці 65 років та старші. Медіана віку мешканця становила 45,6 року. На 100 осіб жіночої статі у переписній місцевості припадало 99,9 чоловіків;  на 100 жінок у віці від 18 років та старших — 100,0 чоловіків також старших 18 років.
Середній дохід на одне домашнє господарство  становив 84 117 доларів США (медіана — 60 909), а середній дохід на одну сім'ю — 91 757 доларів (медіана — 65 000). За межею бідності перебувало 16,1 % осіб, у тому числі 31,0 % дітей у віці до 18 років та 0,0 % осіб у віці 65 років та старших.
Цивільне працевлаштоване населення становило 1569 осіб. Основні галузі зайнятості: освіта, охорона здоров'я та соціальна допомога — 25,8 %, науковці, спеціалісти, менеджери — 14,6 %, роздрібна торгівля — 8,8 %, мистецтво, розваги та відпочинок — 8,2 %.